# سزیتنا
سزیتنا (به لاتین: Szczytna) یک شهر و گمینا در لهستان است که در گمینا شچتنا واقع شده‌است. سزیتنا ۸۰٫۳۸ کیلومتر مربع مساحت و ۵٬۲۳۴ نفر جمعیت دارد.